# Chris MacFarland
Christopher S. "Chris" MacFarland, född 28 mars 1970, är en amerikansk idrottsledare och befattningshavare som är general manager för ishockeyorganisationen Colorado Avalanche i National Hockey League (NHL).
Han avlade en kandidatexamen i företagsekonomi 1992 och en juristexamen 1998 vid Pace University. Efter MacFarland avlade sin kandidatexamen började han arbeta på NHL:s kontor i New York i New York och var senare skede anställd på deras produktionsbolag NHL Productions.  År 2000 fick MacFarland en anställning hos Columbus Blue Jackets som chef för deras ishockeyverksamhet, han var på den positionen fram tills 2007 när han utnämndes till assisterande general manager. Mellan 2013 och 2015 var han också general manager för deras farmarlag Springfield Falcons i American Hockey League (AHL). I maj 2015 meddelades det att MacFarland hade blivit utsedd som assisterande general manager för Colorado Avalanche. Han och Avalanche vann Stanley Cup för säsongen 2021–2022. Den 11 juli 2022 meddelade Avalanche att deras general manager Joe Sakic hade blivit befordrad till att vara president för deras ishockeyverksamhet medan MacFarland hade blivit utsedd som ersättaren till Sakic.